# Lachhuhn
Das Lachhuhn, auch Ayam ketawa (indonesisch) oder Manu' gaga' (buginesisch) genannt, ist ein Langkräher von Süd-Sulawesi in Indonesien. Der Name beruht auf der Ähnlichkeit des Krährufes mit der Stimme eines lachenden oder lallenden Menschen. Wie das Ayam pelung werden sie vornehmlich wegen ihres Zierwertes gehalten.

## Ursprung
Bis in die 1940er Jahre wurden Lachhühner lediglich dem Königshaus und den Adligen auf Sulawesi gezüchtet. Die Verbreitung beschränkte sich auf den Bezirk Sidrap. Erst danach begann die Verbreitung in andere Bezirke und auf andere Inseln. Später wurden sie auch in andere Länder eingeführt.

## Merkmale

### Krähruf
Kennzeichnend für den Krähruf des Lachhuhnes ist die stotternde Wiederholung der einzelnen Silben. Verschiedene Schläge von Lachhühnern werden nach ihrem Krähruf unterschieden. Eine langkrähende Variante („Dangduttyp“) kräht durchschnittlich 30 Sekunden. Ferner gibt es einen Typ mit schnellen Intervallen namens „Garetek“, einen langsameren Typ namens „Gaga“ und einen mit langen Intervallen, der „Dodo“ genannt wird.

### Form
Lachhühner haben eine klassische Landhuhnform. Sie sind schlank und leicht gebaut, sodass die Hennen teilweise so leicht wie Zwerghühner sind. Der Kamm kann einfach oder als Rosenkamm gebildet sein.

### Farbe
Die Läufe sind meist schieferblau, obwohl auch Varianten mit leichteren Farben vorkommen.
Auf Sulawesi sind folgende Farbschläge festgelegt:
- Bakka: weiße Grundfarbe mit schwarzer Basis und orange-roten Federn
- Lappung: Porzellan
- Ceppaga: schwarzweiß gemischt, der Rumpf ist allerdings weiß und die Halsbasis schwarz
- Korro: schwarze Grundfarbe mit gelben und weißen Federn
- Ijo Buota: grünlich glänzende schwarze Grundfarbe mit wechselnd rotbraunen und schwarzen Federn
- Bori Tase: rotbraun mit goldgelben Flecken

## Wettkrähen
Wie beim Ayam pelung und beim bergischen Kräher, werden regelmäßig nationale und regionale Wettkrähveranstaltungen organisiert. Die teilnehmenden Lachhühner werden je nach Krähweise in Preiskategorien eingeteilt.

## Sonderverein und Anerkennung
In den deutschsprachigen Ländern existiert für die Lachhühner kein Sonderverein. Innerhalb der europäischen Rassegeflügelzucht wird das Lachhuhn nicht als Rasse anerkannt.